# The Rumjacks
The Rumjacks sind eine australische Band, die eine Mischung aus klassischer irischer Musik und Rock spielt. Gegründet wurde die Band von Leadsänger Frankie McLaughlin und E-Bassist Johnny McKelvey im Jahr 2008 in Sydney.

## Geschichte
Nach der Gründung im Jahr 2008 wuchsen die Rumjacks rasant zu einer lokal populären Band heran. Ihr Musikstil, welcher verschiedene Elemente von fast schon mittelalterlicher gälisch-irischen Musik bis hin zu Punk kombinierte, erfreute sich in der Pub-Kultur Sydneys großer Beliebtheit.
Den musikalischen Durchbruch schaffte die Musikgruppe mit dem 2010 erschienenen Album Gangs of New Holland, auf dem der bisher erfolgreichste Song An Irish Pub Song enthalten war. Er wurde auf YouTube über 70 Millionen Mal aufgerufen; über 400.000 Spotify-User hören die Rumjacks monatlich (Stand März 2021).
Leadsänger McLaughlin wurde wegen mehrmaliger Körperverletzungen als Folge von Alkoholmissbrauch im Jahr 2010 zu 16 Monaten Haft verurteilt.
Im April 2020 gab die Band per Instagram die Trennung von Leadsänger Frankie McLaughlin bekannt. Nachfolger wurde Mike Rivkees.

## Diskografie
Alben
- 2010: Gangs of New Holland
- 2015: Sober & Godless
- 2016: Sleepin' Rough.
- 2018: Saints Preserve Us
- 2021: Hestia
- 2025: Dead Anthems

EPs
- 2009: Sound as a Pound